# شهرستان گوانگپینگ
شهرستان گوانگپینگ (به لاتین: Guangping County) یک منطقهٔ مسکونی در چین است که در هاندان واقع شده‌است. شهرستان گوانگپینگ ۳۲۰ کیلومتر مربع مساحت و ۲۶۰٬۰۰۰ نفر جمعیت دارد و ۵۱ متر بالاتر از سطح دریا واقع شده‌است.